# پیا سوفی ولتر
پیا سوفی ولتر (انگلیسی: Pia-Sophie Wolter؛ زادهٔ ۱۳ نوامبر ۱۹۹۷) بازیکن فوتبال اهل آلمان است.
از باشگاه‌هایی که در آن بازی کرده‌است می‌توان به باشگاه ورزشی وردر برمن زنان اشاره کرد.
وی همچنین در تیم‌های ملی فوتبال Germany women's national under-19 football team, Germany women's national under-20 football team، و زنان آلمان بازی کرده‌است.